# Мост Маргит
Мост Маргит (венг. Margit híd) — автодорожный металлический арочный мост через Дунай в Будапеште (Венгрия), соединяющий Буду и Пешт. Один из старейших мостов Будапешта, второй постоянный мост через Дунай (после Цепного моста Сеченьи).

## История
Проект моста разработал французский инженер Э. Гуэн в сотрудничестве с инженером Эйфелем. Построен в 1872—1876 годах компанией Maison Ernest Gouin. Мост состоит из двух частей, соединённых на острове Маргит, причём эти части расположены друг к другу под углом в 165°. Причиной столь необычной формы является тот факт, что небольшая ветка для соединения моста с островом Маргит была спешно включена в оригинальный проект, однако так и не была построена за 2 десятилетия ввиду отсутствия средств.
Все мосты Будапешта были взорваны во время Второй мировой войны сапёрами вермахта в январе 1945 года при отступлении на сторону Буды при окружении столицы. Однако мост Маргит был разрушен раньше, 4 ноября 1944 года, когда случайный взрыв уничтожил восточный пролёт моста. 600 гражданских лиц и 40 немецких солдат погибли. В ходе реконструкции значительная часть стали была извлечена из реки и использовалась в перестроенном мосте.

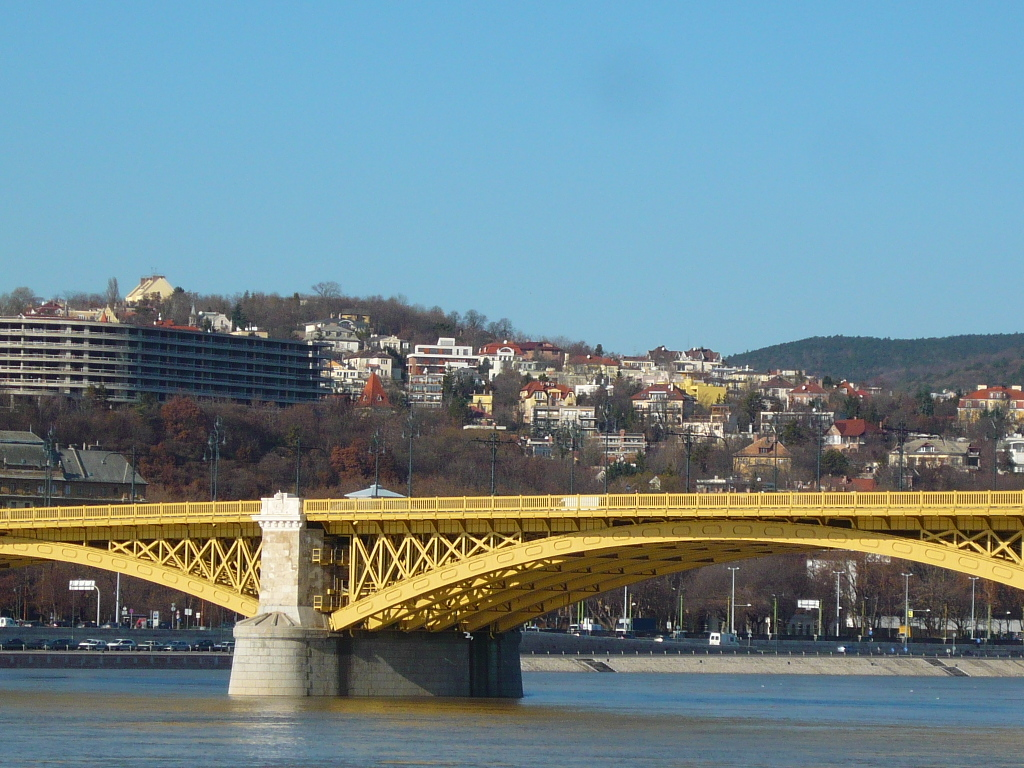
После реконструкции

Мост Маргит являлся наиболее ветхим мостом через Дунай в Будапеште. В августе 2009 года началась реконструкция моста, автомобильное движение открылось вновь в ноябре 2010 года, хотя строительные работы были полностью завершены весной 2011 года.